# آقا بزرغ (قيلاب)
آقا بزرغ (بالفارسية: آقا بزرگ) هي قرية تقع في قسم قيلاب الريفي، بمقاطعة أنديمشك التابعة لمحافظة خوزستان، إيران. يقدر عدد سكانها بـ 56 نسمة حسب الإحصاء السكاني الذي تمّ في عام 2006.